# Zielony Ostrów
Zielony Ostrów (niem. Bergenthal) – wieś w Polsce położona w województwie warmińsko-mazurskim, w powiecie węgorzewskim, w gminie Węgorzewo.
W latach 1975–1998 miejscowość administracyjnie należała do województwa suwalskiego.
Wieś położona jest na północ od jeziora Oświn, w pobliżu granicy państwowej z obwodem królewieckim w Rosji. Po drugiej stronie granicy znajduje się Kryłowo.

## Historia
Okolice jeziora Oświn bardzo wcześnie zasiedlone były przez ludzi. W północno-zachodniej części jeziora, w rejonie zatoki z której wypływa rzeka Oświnka odnotowano istnienie osady nawodnej kultury kurhanów zachodniobałtyjskich. Z tego okresu pochodziła łódź dłubanka odnaleziona przed II wojną światową. Także przed II wojną światową w rejonie nieistniejącej wsi Czarny Ostrów odkryto cmentarzysko ciałopalne kultury bogaczewskiej.
Zielony Ostrów w XVIII w. jako folwark należał do miasta Nordenborka. Na początku XIX w. były tu dwa domy, w których mieszkało 21 osób. W latach dwudziestych XX w. w Zielonym Ostrowie był majątek ziemski o powierzchni 186 ha należący do Edlera von Graeve.
W roku 1952 we wsi powstała czteroklasowa szkoła. Przed 1970 Zielony Ostrów był sołectwem należącym do gromady Perły. Obecnie osada należy do sołectwa Rudziszki i jest niezamieszkała. Zachował się jeden dom mieszkalny z zabudowaniami gospodarczymi. W Zielonym Ostrowie w latach 2001-2018 znajdowała się siedziba Fundacji Jeziora Oświn.

## Czarny Ostrów
Do istniejącego jeszcze w 1966 r. sołectwa Zielony Ostrów należały nieistniejące już wsie: Czarny Ostrów (niem. Werder) i Orłowo (niem. Ahrau).
Wieś Czarny Ostrów położona była na południe od Zielonego Ostrowa, na półwyspie jeziora Oświn. Wieś od drugiej połowy XV w. do 1719 r. należała do rodziny von Schlieben. Pod koniec XVIII w. wieś należała do dóbr w Drogoszach. W latach dwudziestych XX w. w Czarnym Ostrowie wyodrębnione były dwa majątki ziemskie: Franza Krause 96 ha i barona zu Stolberg Wernigerode z Drogosz o powierzchni ogólnej 766 ha.